# Гойтаказ (футбольный клуб)
Футбольный клуб «Гойтаказ» (порт. Goytacaz Futebol Clube) — футбольный клуб из Кампус-дус-Гойтаказиса штат Рио-де-Жанейро, Бразилия. Талисманом клуба служит индеец. Выступает в серии В чемпионате штата Рио-де-Жанейро.

## История
Клуб был основан 20 августа 1912 года группой гребцов из клуба «Натасан де Регатас Камписта», которым запретили ходить на лодке по реке Параиба. Название клуба стало данью коренным жителям этой области, индейцам племени Гойтаказис, известных как отличных пловцов. Первый матч клуб сыграл 25 августа 1912 года против клуба «Интернасьонал» и выиграл со счётом 2:1.
«Гойтаказ» — самый титулованный клуб Лиги Флуминенсе — чемпионата штата Рио-де-Жанейро до его слияния с городом Рио-де-Жанейро после того как последний утратил столичные функции в связи с переездом руководства страны в Бразилиа.

## Трофеи
- Чемпион штата Рио-де-Жанейро (6): 1940, 1955, 1963, 1966, 1967, 1978 (рекорд)